# Karol Egon III Fürstenberg

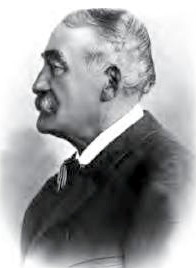
Książę Karol Egon III Fürstenberg

Karol Egon III Leopold Maria Wilhelm Maksymilian Fürstenberg (niem. Karl Egon III. Leopold Maria Wilhelm Max Fürst zu Fürstenberg, ur. 4 marca 1820 w Donaueschingen; zm. 15 marca 1892 w Paryżu) – książę niemiecki, urzędnik pruski, w latach 1854–1892 głowa rodu rodziny Fürstenberg.

## Życiorys
Karl Egon III urodził się 4 marca 1820 roku w Donaueschingen. Był najstarszym synem księcia Karla Egona II i księżnej Amalii Badeńskiej. Odebrał staranne wychowanie, które miało go przygotować do podjęcia studiów na uniwersytecie w Heidelbergu, które rozpoczął w 1838. Do jesieni 1841 roku słuchał wykładów z zakresu prawa, ekonomii politycznej, historii, matematyki i przyrody. W tym okresie spędzał wiele czasu na dworze książęcym w Karlsruhe, z którym zresztą będzie i później w stałym i bliskim kontakcie, oraz na dworze wielkiej księżnej wdowy Stephanie w Mannheim. Z Heidelbergu udał się do Berlina, gdzie do jesieni 1842 studiował na uniwersytecie, słuchając wykładów z filozofii, historii i przyrody, przebywał też często na dworze królewskim oraz poznał Alexandra von Humboldta. Wraz z bratem Maksymilianem podróżował północnych Niemiec, Danii i Szwecji. Podróż ta zakończyła okres edukacji księcia. 
W okresie Wiosny Ludów, czyli w okresie zrywów rewolucyjnych i narodowych, jakie miały miejsce w Europie w latach 1848−1849, książę szukał schronienia dla siebie i swojej rodziny. Najpierw wyjechał do Konstancji, a następnie do Szafuzy. W lipcu 1849 roku powstańcy zajęli Donaueschingen i splądrowali pałac. Po ustaniu rewolucji książę powrócił do Donaueschingen. W roku 1854, po śmierci ojca (22 października) będąc najstarszym członkiem rodziny, objął przewodnictwo nad całym domem książęcym Fürstenberg. Po swoim ojcu Karl Egon odziedziczył posiadłości rodu w Szwabii, podczas gdy jego brat Maksymilian Egon w Czechach. Pierwszym zadaniem, przed jakim stał obecny książę było uporządkowanie zrujnowanych finansów, co mu się w stosunkowo krótkim czasie udało, dzięki umiejętnościom administracyjnym sprowadzonego przez niego do Donaueschingen, pełniącego wcześniej obowiązki radcy w ministerstwie Badenii Prestinariego. 
Wielkie oszczędności, jakie teraz zapanowały na książęcym dworze w przeciwieństwie do dotychczasowego zbytku, nie dotyczyły jednakże tradycyjnej na tym dworze troski o sprawy sztuki i nauki, w powiększaniu ważnych zbiorów, dla których udostępniono piękny budynek, w odrestaurowaniu wspaniałej sali i kaplicy w pałacu Heiligenberg, w dokończeniu budowy kaplicy pogrzebowej koło Neidingen. Książę nie szczędził też środków na bibliotekę i archiwum, a poprzez swoją decyzję zebrania materiałów źródłowych związanych z historią swego rodu oraz ziemi Fürstenbergów do roku 1806, które na jego polecenie zostały wydane w postaci przykładnego opracowania pod tytułem „Fürstenbergischen Urkundenbuch“, niezwykle zasłużył się nauce. 
Od roku 1864 aż do końca życia, książę przewodniczył związkowi niemieckich Standesherren. Nie biorąc udziału w codziennej polityce, dawał zawsze dowody swej niemieckości, zwłaszcza podczas wojny francusko-pruskiej z roku 1870-71. W utworzonym przez siebie rezerwowym szpitalu polowym koło Hufingen osobiście pojawiał się wśród rannych i chorych, aby czynen potwierdzić swój udział. Najgorętsze uczucia patriotyzmu towarzyszyły księciu w momencie powstania nowej Niemieckiej Rzeszy, będąc już od lat lojalnym oddanym pierwszego cesarza. Pełnił służbę w wojsku Badenii, a później w armii pruskiej, pod koniec na wysokich stanowiskach, ze względu na obszar posiadłości ziemskich był członkiem Pruskiej Izby Panów, jak i izby pierwszej w parlamencie Badenii i Wirtembergii. Był gorącym zwolennikiem szlachetnego myślistwa. W czasie jednej z podróży do Nicei, którą rozpoczął w dniu 7 marca 1892 roku w towarzystwie swej córki, chcąc odwiedzić przebywającego tam syna, zaraził się grypą i zmarł 15 marca, w trzecim dniu choroby.

## Małżeństwo i rodzina
W dniu 4 listopada 1844 roku ożenił się z Elżbietą księżniczką Reuß starszej linii, i razem ze swą młodą żoną zamieszkał w Donaueschingen. Bardzo udane i zgodne małżeństwo zakończyła śmierć księżnej 7 maja 1861 roku. Para doczekała się dwójki dzieci:
- Amalia (ur. 25 maja 1848; zm. 8 marca 1918)
- Karol Egon IV (ur. 25 sierpnia 1852; zm. 27 listopada 1896)